# Göran Ludvig Oxenstierna
Göran Ludvig Göransson Oxenstierna af Korsholm och Wasa, född 1756 i Västra Vingåker i Södermanlands län, död 1804 i Stockholm, var en svensk adelsman och officer.

## Biografi
Göran Ludvig föddes på Skenäs herrgård och var son till Göran Oxenstierna af Korsholm och Wasa och dennes hustru Sara Gyllenborg. Han var gift med Fredrika Cronstedt. Inom familjen Oxenstierna af Korsholm och Wasa hade han bröderna Axel Fredrik, Johan Gabriel och Jakob Gustaf.
Göran Ludvig gjorde en militär karriär och blev korpral (1769) och kvartermästare (1770) vid Östgöta kavalleriregemente. Han blev därefter page hos konungen (1772) innan han befordrades till fänrik (1774) och löjtnant (1778) vid Livgardet. Göran Ludvigs karriär fortsatte vid Österbottens regemente där blev kapten (1782) och major (1785).
Göran Ludvig dubbades 1790 till Riddare av Svärdsorden.
Göran Ludvig är begravd i Roslags-Bro kyrka, Stockholms län.